# Долна-Кабда
Долна-Кабда (болг. Долна Кабда) — село в Болгарии. Находится в Тырговиштской области, входит в общину Попово. Население составляет 176 человек (2022).

## Политическая ситуация
В местном кметстве Долна-Кабда, в состав которого входит Долна-Кабда, должность кмета (старосты) исполняет Мустафа Азизов Мемишев (коалиция в составе 2 партий: Гражданский союз за новую Болгарию (ГСНБ), Федерация Активного Гражданского Общества (ФАГО)) по результатам выборов.
Кмет (мэр) общины Попово — Людмил Веселинов (коалиция в составе 2 партий: Федерация Активного Гражданского Общества (ФАГО), Гражданский союз за новую Болгарию (ГСНБ)) по результатам выборов.

## Галерея

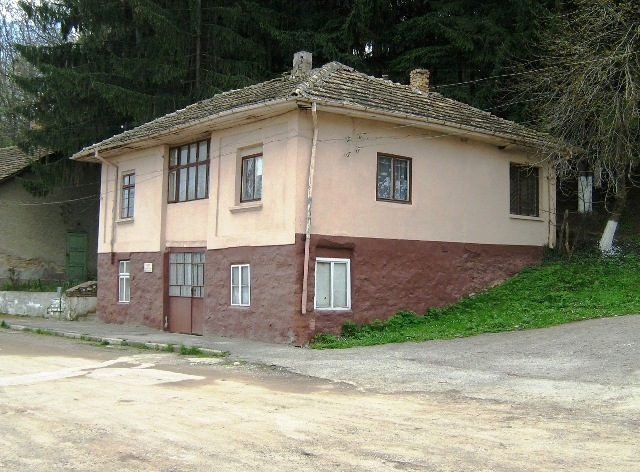
Читалиште
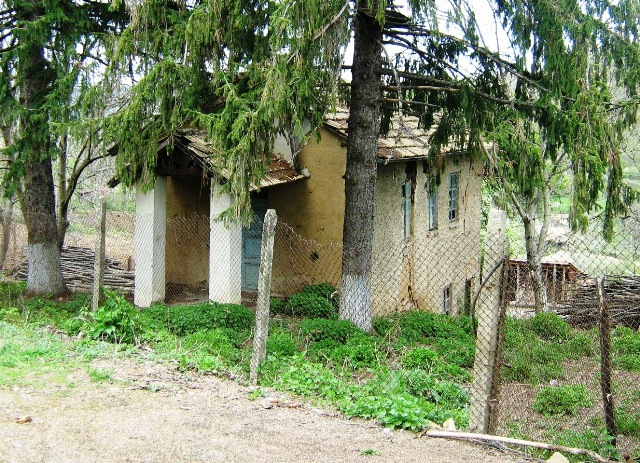
Евангелистская церковь
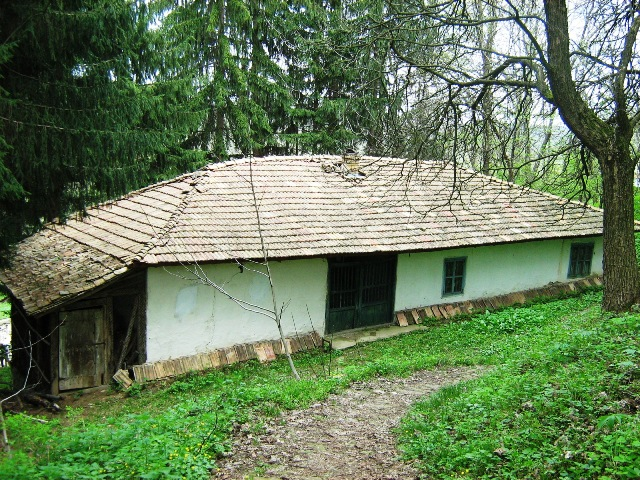
Мечеть в центре
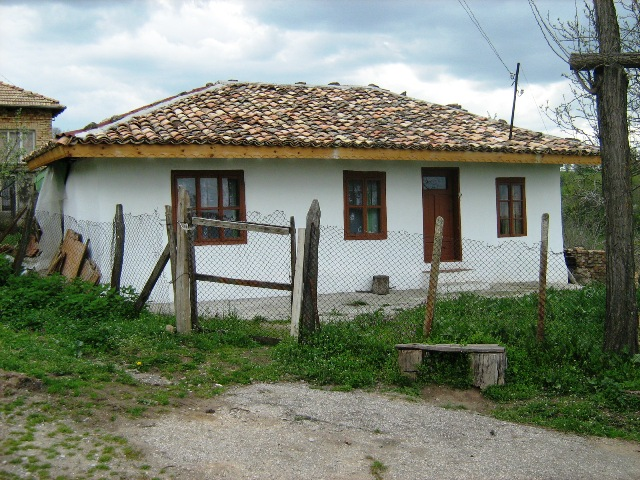
Мечеть на „верху“